# Giuseppe Felici (partigiano)
Giuseppe Felici (Roma, 6 gennaio 1923 – Campo Reatino, 9 aprile 1944) è stato un militare e partigiano italiano, decorato con la medaglia d'oro al valor militare alla memoria nel corso della seconda guerra mondiale.

## Biografia
Nacque a Roma il 6 gennaio 1923. Radiotecnico di professione, frequentava la facoltà di ingegneria presso l'università di Roma quando fu chiamato a prestare servizio militare nella Regia Aeronautica nell'aprile 1943, in qualità di allievo ufficiale pilota. Inviato in licenza straordinaria dal centro di affluenza per ragioni di studio fu sorpreso in famiglia dalla proclamazione dell'armistizio dell'8 settembre 1943. Nei giorni del 9 e del 10 settembre 1943 partecipò alla battaglia per la difesa di Roma, combattendo a Porta San Paolo e rimanendo ferito. Successivamente, raggiunti i primi nuclei partigiani operanti nel Lazio e alla periferia di Roma, si distinse in ardite azioni di guerra. Durante un rastrellamento sul monte Tancia che causo' l'Eccidio del monte Tancia il 7 aprile 1944, Giuseppe Felci fu arrestato e trasportato al carcere di Rieti, fu ucciso dai tedeschi nel cosiddetto Eccidio delle Fosse Reatine in cui vennero massacrati altri 14 partigiani. Fu insignito della medaglia d'oro al valor militare alla memoria.